# Filipe Benício
São Filipe Benício (em italiano: San Filippo Benizzi; em latim: Sanctus Philippus Benitius)  foi um religioso e sacerdote católico italiano da Ordem dos Servos de Maria, venerado como santo pela Igreja Católica.

## Biografia
De uma nobre família florentina (de Florença, Itália), era filho de Giacomo Benizi e de Albaverde Frescobaldi. Estudou filosofia e medicina na Universidades de Paris e Padova, onde foi laureado em 1253. Entrou em 1254 como irmão leigo na Ordem dos Servos de Maria do Convento de Monte Senario e fez seus votos religiosos. Foi ordenado presbítero em Siena no ano de 1258 e assumiu diversas responsabilidades na ordem e na direção do convento. Em 5 de junho de 1267 foi eleito Prior Geral da referida ordem dos servitas, cujo estatuto reformou, transformando-a em ordem mendicante. Colaborou com Santa Juliana Falconieri na fundação da Ordem Terceira dos Servitas, para mulheres.
Em 1269, durante o longo conclave realizado em Viterbo para eleger o sucessor de Clemente IV, seu nome circulou entre os "papáveis", mas ele não aceitou tal fato e se refugiou. Gregório X (atualmente Beato Gregório X) acabou ficando com o trono de São Pedro. 
Foi muito amigo do Papa Martinho IV, morrendo, inclusive, no mesmo ano deste.
Morreu preso no Convento das Servas de Maria de Todi em 1285. Foi sepultado em Florença.

## O culto
A veneração de São Filipe Benício se iniciou logo após sua morte. O culto foi aprovado por Inocêncio X, que o proclamou beato em 8 de outubro de 1645. O Papa Clemente X realizou sua canonização em 12 de abril de 1671.
Foi o primeiro servita a ser elevado à glória dos altares.